# Postvorta
Postvorta o Postverta era, segons la mitologia romana, una deessa del temps passat, una de les dues acompanyants o assistents, i per alguns autors també representacions, de Carmenta juntament amb la seva germana Antevorta.
Se la representa girada enrere, mirant el passat, que revelava als poetes i als mortals. El do profètic, el futur, l'explicava la seva germana Antevorta. Els autors antics les consideren formes o personificacions de Carmenta.
Segons Ovidi les acompanyants de Carmenta es deien Porrima i Postverta, i segons Gai Juli Higí es deien Antevorta i Postvorta Aquests noms estaven en relació amb la seva qualitat de moires, les divinitats que tenien poder sobre el destí de les persones. Les tres divinitats eren invocades conjuntament per les dones embarassades que desitjaven un destí favorable per als nens que havien de néixer. Segons Georg Wissowa, Antevorta era invocada per separat i abans del part només per demanar que la transició cap a la vida fos segura i aquesta podria ser una de les raons perquè la festa de les Carmentàlia se celebrés en dos dies separats. Es deia que Antevorta estava present als naixements quan els nens sortien amb el cap per davant i la seva germana, Postvorta, quan venien amb les cames per davant.